# Etelvino Perez
Pour les articles homonymes, voir Perez.
Etelvino Pérez, né le 10 janvier 1919 à Minas de Riotinto en Espagne, mort le 25 mai 1944, est un sous-officier des Forces françaises libres pendant la Seconde Guerre mondiale, Compagnon de la Libération.

## Biographie
Originaire d'Andalousie, Etelvino Pérez s'engage dans les troupes républicaines lors du putsch du général Francisco Franco le 18 juillet 1936. Arrivé à Toulouse en 1939, il s'engage dès le début de la guerre au sein de la Légion étrangère. Il combat en France avec la 13e demi-brigade de Légion étrangère (13e DBLE), puis à Narvik en avril et juin 1940, et y reçoit une citation pour son courage, son action de relève et la prise d'un ennemi. 
Au sein de la 13e DBLE revenue en Angleterre, il choisit d'être de ceux qui répondent à l'appel du 18 juin 1940 du général de Gaulle. Il s'engage le 29 juin dans les Forces françaises libres.
Caporal, il sert successivement devant Dakar en septembre, au Gabon en novembre 1940, en Érythrée où il monte le 8 avril 1941 en tête à l'assaut du Fort Moncullo. Il est alors promu sergent.
Sous-officier, Pérez combat en mai-juin 1941 en Syrie puis participe à la campagne de Libye. À la bataille de Bir Hakeim, il est chef de groupe et réussit à capturer plusieurs équipages de chars ennemis le 27 mai 1942. Lors de la sortie de Bir-Hakeim le 11 juin 1942, il mène ses hommes armés de baïonnettes contre les mitrailleuses ennemies.
Promu sergent-chef, Pérez combat ensuite à El Alamein en Égypte, puis en Tunisie. Il débarque en Italie le 20 avril 1944 avec la 1re division française libre et participe à la Campagne d'Italie. 
Lors de cette campagne, avec les restes de sa section il résiste à une puissante contre-attaque ennemie au Monte Leucio le 21 mai 1944. Gravement blessé à l'abdomen, il est évacué à l'hôpital ; lorsque celui-ci est bombardé, il n'accepte qu'en dernier d'être mis à l'abri.
Etelvino Pérez meurt de ses blessures le 25 mai 1944.
Il est l'unique Républicain espagnol fait Compagnon de la Libération à titre posthume par le décret du 20 novembre 1944.

## Distinctions
- Chevalier de la Légion d'honneur
- Compagnon de la Libération à titre posthume par décret du 20 novembre 1944[2]
- Médaille militaire
- Croix de guerre 1939–1945 (4 citations)
- Médaille coloniale avec agrafes « Erythrée », « Libye », « Bir-Hakeim »
- Médaille commémorative de Syrie-Cilicie